# St. Bernward (Wolfsburg)

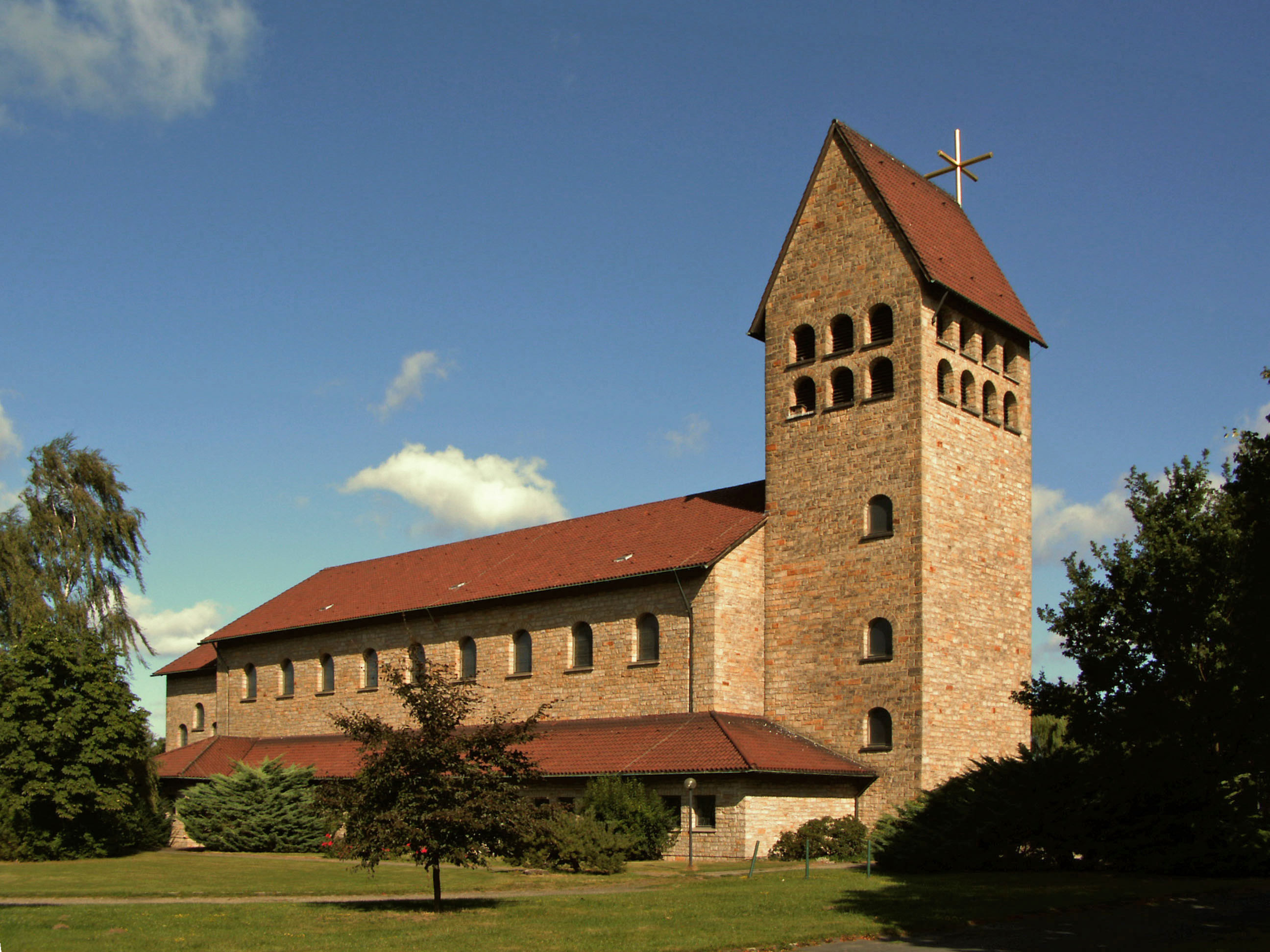
St.-Bernward-Kirche

Die Kirche Sankt Bernward ist eine 1965 geweihte römisch-katholische Kirche in Wolfsburg im Osten Niedersachsens. Das nach dem heiligen Bernward von Hildesheim benannte Gotteshaus steht im Stadtteil Alt-Wolfsburg und ist eine Filialkirche der Pfarrei St. Christophorus im Dekanat Wolfsburg-Helmstedt des Bistums Hildesheim.

## Geschichte
Im bis dahin nur wenig besiedelten Wolfsburger Norden begann 1958 eine umfangreiche Bautätigkeit. Zu dem bereits vorhandenen Stadtteil Alt-Wolfsburg wurde zunächst der Stadtteil Tiergartenbreite, ab 1960 der Stadtteil Teichbreite und ab 1967 noch Kreuzheide errichtet.
Bereits im Januar 1961 ließ sich eine Ordensschwester in einer Wohnung im Bartenslebenring nieder, sie begann ihre seelsorgliche Tätigkeit mit Hausbesuchen der katholischen Familien. Schon vier Wochen später wurde in einem Klassenraum der Alt-Wolfsburger Volksschule vom Pfarrer der St.-Christophorus-Kirche, Antonius Holling, die erste Heilige Messe gelesen. Später hielten verschiedene Kapläne dort die Gottesdienste.
1962 wohnten bereits rund 1000 Katholiken in den nördlichen Stadtteilen Wolfsburgs, ein Jahr später war ihre Zahl schon auf rund 1600 angestiegen. 1962 wurde die Pfarrvikarie im Norden der Stadt Wolfsburg zur Kirchengemeinde erhoben und bekam mit Pastor Bernward Westphal ihren ersten eigenen Priester. Zur Kirchengemeinde gehörten damals neben den Wolfsburger Stadtteilen Alt-Wolfsburg, Teichbreite und Tiergartenbreite auch die im Landkreis Gifhorn gelegenen Dörfer Barwedel, Bokensdorf, Jembke und Tappenbeck sowie die Dörfer Brackstedt, Kästorf und Warmenau im Landkreis Helmstedt.
1964 war das erste kircheneigene Gebäude fertiggestellt, der Gemeindesaal. Hier wurden von der Karwoche 1964 an bis zum 7. Februar 1965 die Gottesdienste gehalten. Von 1964 an wurden in St. Bernward auch Kirchenbücher geführt.

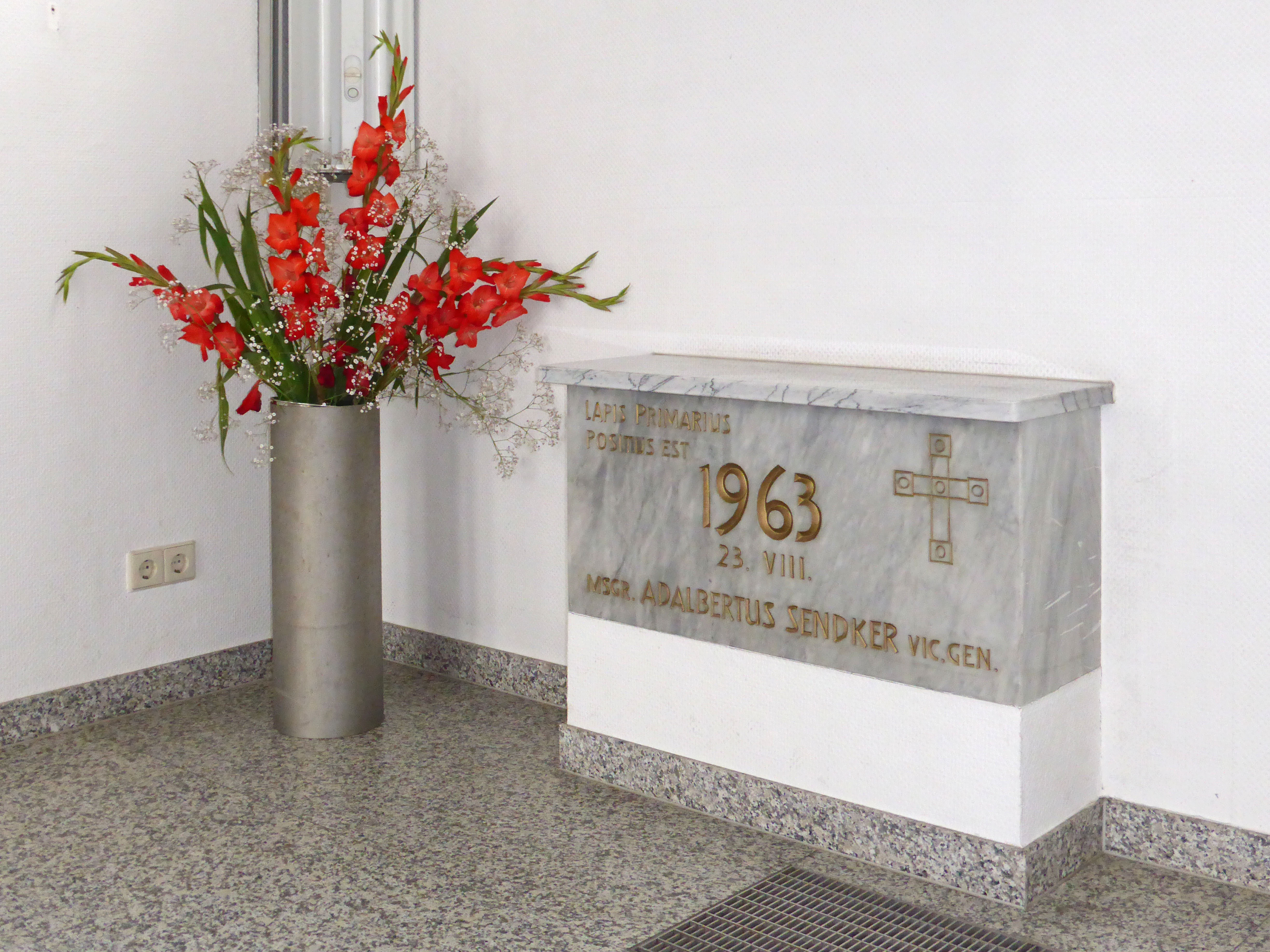
Grundstein

An der Gestaltung der Kirche hat sich der damalige Generaldirektor des Volkswagenwerkes, Heinrich Nordhoff, persönlich engagiert. Er nahm 1960 bei der Wiedereinweihung des kriegszerstörten Hildesheimer Domes teil, und so hatte er den Wunsch, dass auch Wolfsburg eine katholische Kirche im romanischen Baustil bekommen sollte, der im Gegensatz zum damals üblichen modernen Kirchenbaustil stand. Das Baugrundstück für die Kirche war ein Geschenk der ortsansässigen Volkswagenwerk AG, der Entwurf der Kirche und die Bauleitung wurden von der Bauabteilung der Volkswagenwerk AG übernommen. Unter der Leitung von Robert Otto (1902–1986), dem Leiter der Bauabteilung, entwarf sein Mitarbeiter Andreas Lingner das Gotteshaus. Am 23. August 1963 wurde der Grundstein durch den Hildesheimer Generalvikar Adalbert Sendker (1912–1993) gelegt, und am 13. Februar 1965 folgte ihre Konsekration durch Bischof Heinrich Maria Janssen. Bis zu diesem Jahr war die Katholikenzahl der Kirchengemeinde auf rund 3300 angestiegen.
1971/72 wurde das Pfarrhaus nach Plänen von Peter Koller jun. erbaut, der in Wolfsburg bereits die Kirche St. Heinrich entworfen hatte. Am 25. Dezember 1982 wurde die Pfarrei St. Bernward eingerichtet, seit diesem Jahr gehören zur St.-Bernward-Kirche auch die Katholiken in Ehra-Lessien. 1983 umfasste die Pfarrei rund 4250 Mitglieder. Ab 1984 wurde vom Pfarrer der St.-Bernward-Kirche auch die Kirche Unbefleckte Empfängnis Mariä im rund elf Kilometer entfernten Velpke mitbetreut. In der Wendezeit entstanden Kontakte zur Pfarrei St. Anna (Stendal) in der DDR. 1993 wurde der Gemeindesaal renoviert und der Eingangsbereich mit Garderobe, Küche und Toiletten nach dem Abriss des Vorgängergebäudes neu erbaut. In den 1990er Jahren sank die Zahl der Gemeindemitglieder wieder ab, im Jahr 2000 gehörten noch rund 3460 Katholiken zur Pfarrei.
Am 15. Juli 2005 wurde Peter Herbst, der letzte ortsansässige Pfarrer der Kirche, in den Ruhestand versetzt und verließ Wolfsburg. Seitdem ist der Pfarrer der St.-Christophorus-Kirche auch für die St.-Bernward-Kirche zuständig, und die Velpker Kirche wird vom Pfarrer der Vorsfelder Kirche St. Michael betreut. Seit dem 1. November 2006 gehört die St.-Bernward-Kirche zum Dekanat Wolfsburg-Helmstedt; zuvor gehörte sie zum 1958 gegründeten Dekanat Wolfsburg, welches zu diesem Zeitpunkt umbenannt und um den Helmstedter Teil des damals aufgelösten Dekanats Helmstedt-Wolfenbüttel vergrößert wurde. Seit dem 1. September 2010 gehört die Kirche zur Pfarrei St. Christophorus, die Pfarrei St. Bernward wurde in diesem Zusammenhang aufgelöst.

## Ausstattung

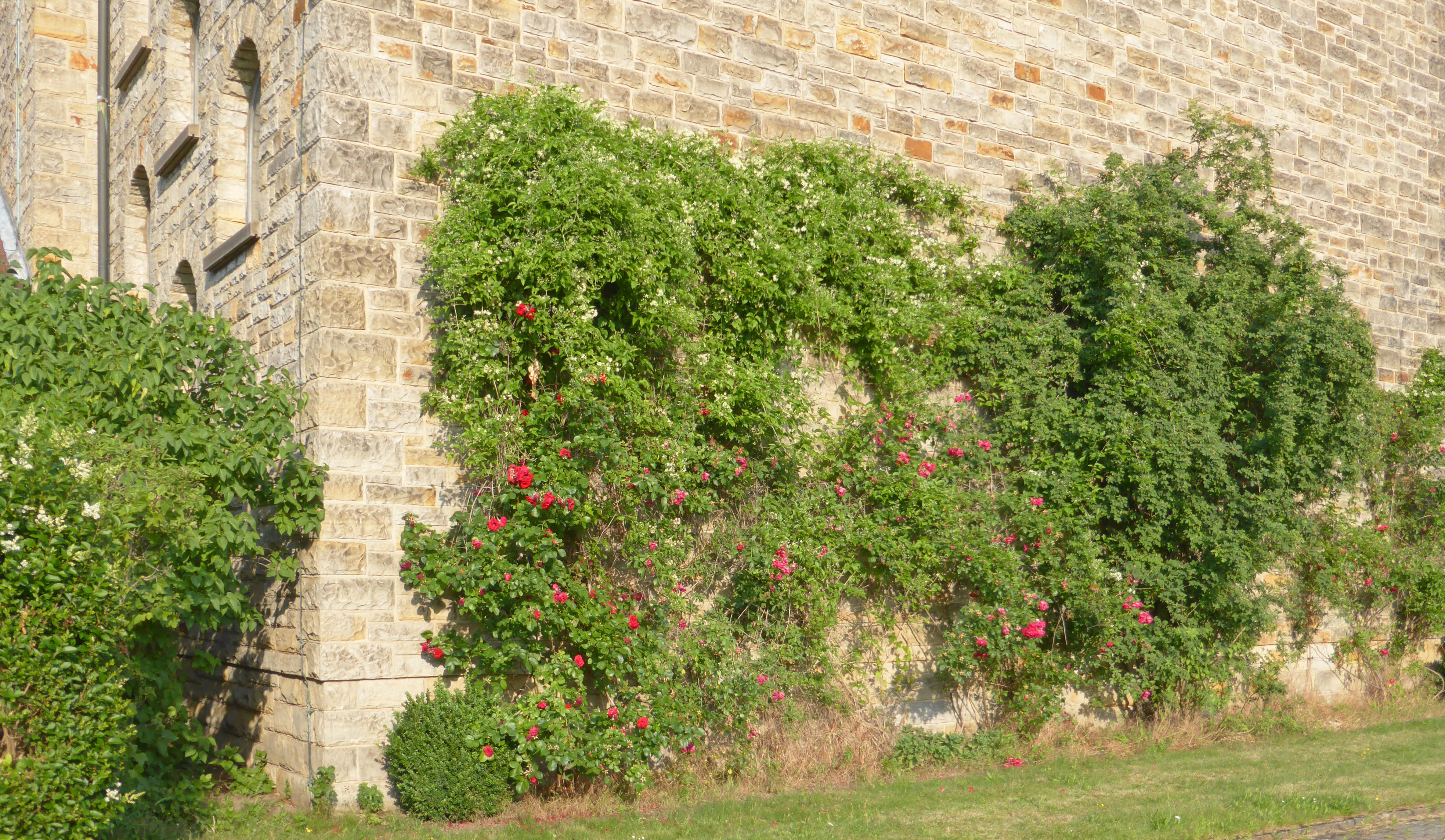
Rosenstock

Die Kirche steht auf dem Grundstück Schulenburgallee 3, in rund 64 Meter Höhe über dem Meeresspiegel. An der Westseite der Kirche wurde ein Rosenstock gepflanzt, der an den Tausendjährigen Rosenstock in Hildesheim erinnern soll. Die Außenwände sind mit Obernkirchener Sandstein verblendet. Die beiden Stahlglocken Johannes und Anna läuten seit der Einweihung der Kirche, die beiden Glocken Josef und Gabriel folgten 1966 und 1969.
Die heutigen Kirchenfenster in kräftiger Farbgebung wurden von Claus Kilian entworfen und ab 1967 vom Derix Glasstudio eingesetzt, 1971 waren die Fenster vollständig. Das erste Altarkreuz, geschaffen vom Wolfsburger Goldschmiedemeister Raimund Lange (1928–2006), wurde am Palmsonntag 1971 geweiht. Den ersten Kreuzweg gestalteten bereits um 1965 Schüler der Wolfsburger Eichendorff-Schule.
Das Kirchengestühl bietet 312 Sitzplätze. Links neben dem Altarraum steht der von Raimund Lange geschaffene Tabernakel. Rechts vom Altarraum steht eine Statue des heiligen Bernward, die 1979 nach einem spätmittelalterlichen Vorbild angefertigt wurde. Bischof Bernward hält das Bernwardskreuz und einen Bischofsstab in seinen Händen. Unter der Orgelempore befinden sich ein Beichtstuhl und das auch als Weihwasserbecken genutzte Taufbecken.
1979 erfolgte die erste umfangreiche Umgestaltung, der zunächst weiße Innenraum wurde farbig gestaltet. Das Altarkreuz wurde über der Orgelempore aufgehängt und durch ein großes dreiflügliges Altarbild, eine vergrößerte Wiedergabe einer Buchmalerei aus einem Evangeliar des heiligen Bernward, ersetzt. Bischof Heinrich Maria Janssen weihte am 14. September 1979 einen neuen Hauptaltar. Die italienische Gemeinde stiftete für den Seitenaltar eine Figur des heiligen Antonius von Padua, und die nach dem heiligen Martin von Tours benannte Martinskapelle für Werktagsgottesdienste wurde geschaffen.
1997 wurde ein von Gerd Winner gestaltetes Kreuz mit vergoldeter Spitze, gespendet von einem Gemeindemitglied, auf dem Kirchturm angebracht. Am Fest Kreuzerhöhung 1997 wurde es eingeweiht. Abweichend von der gewohnten Form hat es nicht wie üblich zwei Kreuzbalken, sondern drei. In jede Himmelsrichtung soll ein Kreuzbalken weisen, und vom jeder Blickrichtung aus soll es als Kreuz erkennbar sein.
2001 erfolgte durch Gerd Winner die zweite und bisher letzte umfangreiche Renovierung und Umgestaltung des Innenraumes, neu hinzu kamen das 4 × 4 Meter große Altarbild, die heutigen Apostelleuchter und der bereits 1999 fertiggestellte Kreuzweg. Der Kreuzweg wurde von Ingemar Reuter, der 1998 verstorbenen Frau Gerd Winners, begonnen, und von ihrem Mann posthum vollendet. Das Altarbild und die 14 Kreuzwegstationen zeigen einen Ausschnitt aus dem Passionsgemälde Ecce homo des italienischen Malers Jacopo Tintoretto aus dem 16. Jahrhundert, welches sich heute im Herbergssaal in der Scuola Grande di San Rocco in Venedig befindet. Das erste Altarbild fand seinen Platz an der Wand über der Orgelempore.
Im Zentrum der 1994 umgestalteten Marienkapelle befindet sich die Nachbildung einer um 1490 geschaffenen Marien-Statue. Auf der Rückwand sind weitere zwölf Marienbilder in ikonenähnlicher Darstellung sichtbar, es sind Siebdrucke auf geschliffenen Edelstahlplatten, ebenfalls von Gerd Winner.
Die Martinskapelle erhielt bei der 2009 erfolgten Renovierung ihre heutige Gestalt. Der kleine hölzerne Altar und der Ambo wurden damals von einem Gemeindemitglied geschaffen, das Abendmahlsbild war bereits vorhanden und wurde nur restauriert.
Seit 2018 steht vor der Kirche eine Christus-Statue auf einem Sandsteinsockel. Die rund 1,30 Meter hohe Bronzeskulptur schuf die Künstlerin Helma Kölblinger aus Flechtorf bereits 2006 und schenkte sie 2018 der Kirchengemeinde.

### Orgel

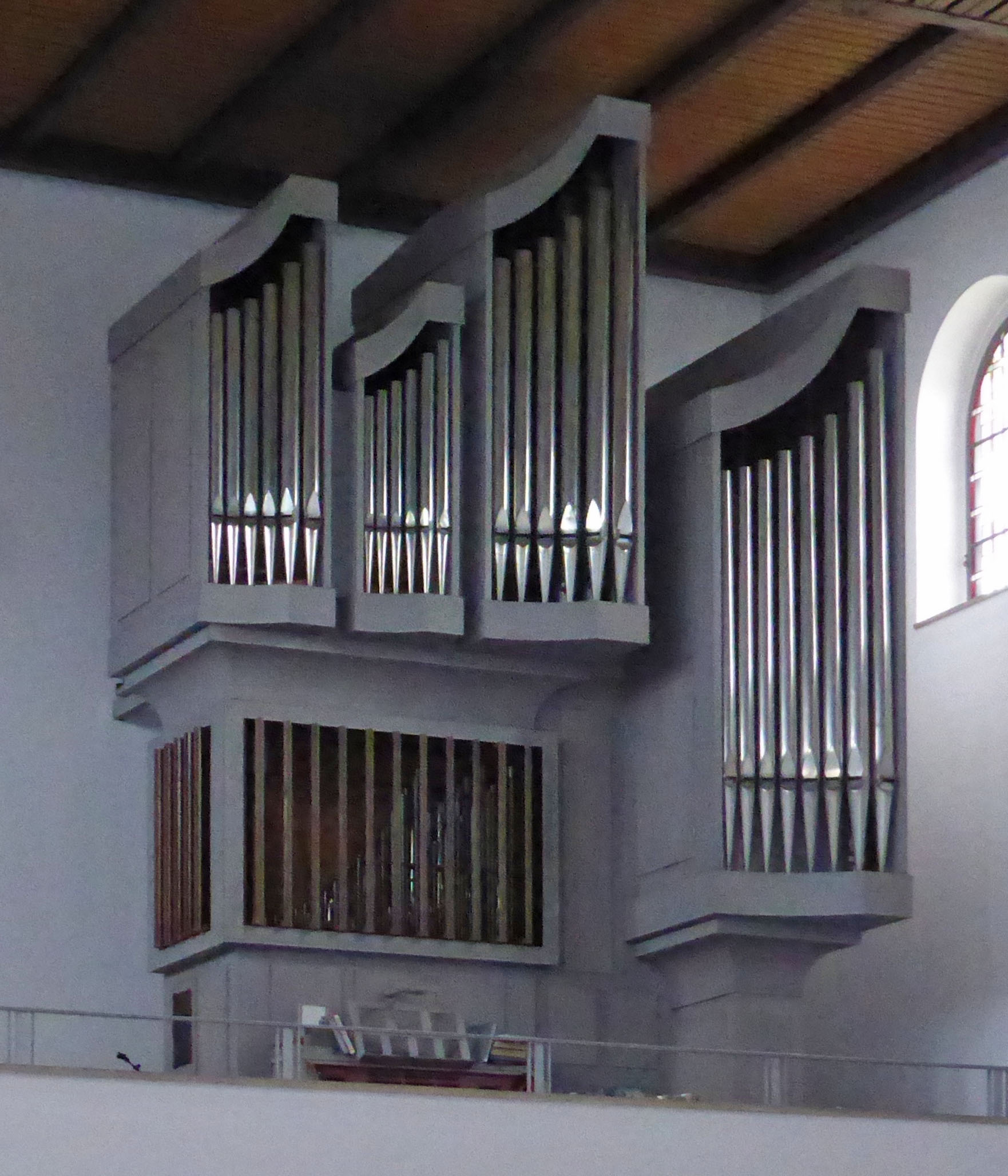
Orgel

Die Orgel wurde von dem westfälischen Orgelbauer Siegfried Sauer (Höxter) erbaut, am 20. November 1988 erfolgte ihre Einweihung. Das Schleifladen-Instrument hat 19 Register auf zwei Manualwerken und Pedal. Die Spieltrakturen sind mechanisch, die Registertrakturen sind elektrisch.
| I Hauptwerk C–g3 |             |       |
| 1.               | Prinzipal   | 8′    |
| 2.               | Rohrflöte   | 8′    |
| 3.               | Oktave      | 4′    |
| 4.               | Koppelflöte | 4′    |
| 5.               | Quinte      | 2 ⁄3′ |
| 6.               | Waldflöte   | 2′    |
| 7.               | Mixtur IV-V | 1 ⁄3′ |
| 8.               | Trompete    | 8′    |

| II Schwellwerk C–g3 |             |        |
| 9.                  | Gedackt     | 8′     |
| 10.                 | Blockflöte  | 4′     |
| 11.                 | Nasat       | 2 ⁄3′  |
| 12.                 | Prinzipal   | 2′     |
| 13.                 | Terz        | 1 3⁄5′ |
| 14.                 | Scharff III | 1′     |
| 15.                 | Hautbois    | 8′     |
|                     | Tremulant   |        |

| Pedalwerk C–f1 |            |     |
| 16.            | Subbass    | 16′ |
| 17.            | Offenbass  | 8′  |
| 18.            | Choralbass | 4′  |
| 19.            | Fagott     | 16′ |

- Koppeln: II/I, I/P, II/P

## Kindertagesstätte
Parallel zum Gemeindesaal wurde bereits der 1965 eröffnete Kindergarten erbaut, er hat die Adresse Schulenburgallee 7. 2013 wurde im ehemaligen Pfarrhaus eine Kinderkrippengruppe eingerichtet. Heute (2015) werden in dieser Kindertagesstätte knapp 120 Kinder im Alter von null bis sechs Jahren betreut.

## Einzugsgebiet
Das Einzugsgebiet der St.-Bernward-Kirche umfasst die Wolfsburger Stadtteile Alt-Wolfsburg, Brackstedt, Kästorf, Kreuzheide, Teichbreite, Tiergartenbreite und Warmenau sowie die im Landkreis Gifhorn gelegenen Gemeinden Barwedel, Bokensdorf, Ehra-Lessien, Jembke und Tappenbeck.